# Kolnes
Kolnes es una localidad situada en el municipio de Sola, en la provincia de Rogaland, Noruega. Tiene una población estimada, a inicios de 2021, de 447 habitantes.
Está ubicada al sur del país, cerca de la costa del mar del Norte y del fiordo Boknafjorden. 